# Grady Johnson
James Grady Johnson (Union Point, 5 februari 1940 - Georgia, 23 juni 2006) was een Amerikaans professioneel worstelaar die vooral bekend was van zijn tijd bij World Wide Wrestling Federation (WWWF) als "Crazy" Luke Graham.
Tijdens zijn periode in de WWWF, werd hij samen met Tarzan Tyler (Camille Tourville) de allereerste worstelaars die het WWWF World Tag Team Championship veroverden.

## Pestaties
- Central States Wrestling
  - NWA Central States Heavyweight Championship (1 keer)

- Mid-South Sports/Georgia Championship Wrestling
  - NWA Georgia Heavyweight Championship (1 keer)
  - NWA Georgia Television Championship (1 keer)
  - NWA Macon Tag Team Championship (1 keer met Moondog Mayne)
  - NWA Southeastern Heavyweight Championship (1 keer)
  - NWA Southeastern Tag Team Championship (1 keer met Al Galanto)

- NWA Detroit
  - NWA World Tag Team Championship (1 keer met Ripper Collins)

- NWA Mid-America
  - NWA Alabama Tag Team Championship (1 keer met Ripper Collins)
  - NWA Mid-America Heavyweight Championship (2 keer)
  - NWA Tennessee Tag Team Championship (1 keer met Ripper Collins)
  - NWA World Tag Team Championship (1 keer met Karl Von Brauner)

- NWA Mid-Pacific Promotions
  - NWA Hawaii Heavyweight Championship (1 keer)
  - NWA Hawaii Tag Team Championship (1 keer met Ripper Collins)

- World Wrestling Association (Los Angeles)
  - WWA World Heavyweight Championship (1 keer)
  - WWA World Tag Team Championship (1 keer met Gorilla Monsoon)

- World Wrestling Council
  - WWC Caribbean Heavyweight Championship (1 keer)
  - WWC North American Tag Team Championship (2 keer; 1x met Gorgeous George jr. en 1x met Bulldog Brower)

- World Wide Wrestling Federation
  - WWWF International Tag Team Championship (1 keer met Tarzan Tyler)
  - WWWF United States Tag Team Championship (1 keer met Dr. Jerry Graham)
  - WWWF World Tag Team Championship (1 keer met Tarzan Tyler)